# Brice Tirabassi
Brice Tirabassi (Frejús, França, 15 de juny de 1977) és un pilot de ral·li francès guanyador del Campionat de França de Ral·lis a la categoria Super 1600 de 2002 i del Campionat Mundial de Ral·lis júnior l'any 2003.

## Trajectòria
Tirabassi comença a disputar ral·lis del Campionat de França de Terra a partir del 1997, quedant subcampió l'any 2001. També disputa el campionat monomarca Volant Peugeot, on queda subcampió l'any 2000. L'any 1999 disputa per primera vegada un ral·li del Campionat Mundial de Ral·lis, el Tour de Còrsega.
L'any 2002, al volant d'un Citroën Saxo S1600, guanya la categoria Super 1600 del Campionat de França de Ral·lis, guanyant en tres de les proves del campionat. L'any següent, quedaria subcampió de la categoria amb un Renault Clio S1600, però guanyaria amb aquest mateix vehicle el Campionat Mundial de Ral·lis júnior, superant a Salvador Cañellas júnior, qui quedaria en segona posició.
Després de la seva victòria mundialística, ha disputat diverses proves puntuals a diversos campionats, especialment del Campionat francès de Terra, però també del Intercontinental Rally Challenge, del Campionat d'Espanya de Ral·lis de Terra o de la categoria de Producció del Campionat Mundial.